# Egbert Jan Groenink
Egbert Jan Groenink (Meppel, 11 december 1965) is een Nederlands ondernemer en voormalig politicus namens de Lijst Pim Fortuyn.

## Leven en werk
Groenink heeft een groothandel in farmaceutische producten in Meppel. Hij kwam na vrijgekomen zetels wegens de regeringsdeelname van de LPF op 4 juni 2002 in de Tweede Kamer der Staten-Generaal. Hij was lid van de parlementaire enquêtecommissie Srebrenica maar nam aan die werkzaamheden slechts beperkt deel en hij trok zich terug uit de commissie. Hij bleef kamerlid tot 30 januari 2003.
- Parlement.com: vg9fgopry0x5